# كأس السوبر الألباني 1992
بطولة كأس السوبر الألباني 1992 هي النسخة الرابعة من بطولة كأس السوبر الألباني ، لعب يوم 10 يناير 1993 في استاد دينامو ، بين فريق إلباساني الفائز بكأس ألبانيا وفريق فلازنيا شكودر الفائز بالدوري. وقد انتهت المباراة بفوز إلباساني بالمباراة بنتيجة 3–2 بعد الوقت الإضافي نتيجة انتهاء الوقت الأصلي بالتعادل الإيجابي بين الفريقين بهدف لكل منهما ، ليحصد لقبه الأول في تاريخ البطولة.

## التفاصيل
| إلباساني                        | 3–2 | فلازنيا شكودر         |
| ------------------------------- | --- | --------------------- |
| بيليايي 55'، 103' · ياكوبي 115' |     | كوتري 48' · هيسن 110' |

| الحكام المساعدون: بيتريت براخيا هايرو ييسكاي الحكم الرابع: | قوانين المباراة - 90 دقيقة. - 30 دقيقة من الوقت الإضافي إذا لزم الأمر. - ركلات جزاء ترجيحية إذا استمرت النتيجة متعادلة. |